# Campeonato Europeo de Rugby League División C 2013
El Campeonato Europeo de Rugby League División C de 2013 fue la sexta edición del torneo de tercera división europeo de Rugby League.

## Equipos
- Noruega
- República Checa
- Ucrania

## Posiciones
| Equipo          | Encuentros | Encuentros | Encuentros | Encuentros | Tantos  | Tantos    | Tantos     | Puntos |
| Equipo          | jugados    | ganados    | empatados  | perdidos   | a favor | en contra | diferencia | Puntos |
| --------------- | ---------- | ---------- | ---------- | ---------- | ------- | --------- | ---------- | ------ |
| Ucrania         | 2          | 2          | 0          | 0          | 110     | 18        | +92        | 4      |
| Noruega         | 2          | 1          | 0          | 1          | 40      | 56        | -16        | 2      |
| República Checa | 2          | 0          | 0          | 2          | 18      | 94        | -76        | 0      |

### Partidos
| 6 de julio | Ucrania | 42 - 14 | Noruega |  |  |

| 13 de julio | Noruega | 26 - 14 | República Checa |  |  |

| 28 de septiembre | República Checa | 4 - 68 | Ucrania |  |  |

| Bandera de Ucrania |
| Campeón Ucrania    |
| Segundo título     |